# Cantón de Saint-Étienne-de-Baïgorry
El cantón de Saint-Étienne-de-Baïgorry era una división administrativa francesa, situada en el departamento de los Pirineos Atlánticos y la región Aquitania.

## Composición

Comunas del cantón de Saint-Étienne-de-Baïgorry.

El cantón de Saint-Étienne-de-Baïgorry agrupaba 11 comunas:
- Aldudes
- Anhaux
- Ascarat
- Banca
- Bidarray
- Irouléguy
- Lasse
- Ossès
- Saint-Étienne-de-Baïgorry
- Saint-Martin-d'Arrossa
- Urepel

## Consejeros generales
| Fecha de elección                          | Identidad          | Partido              | Calidad                              |
| ------------------------------------------ | ------------------ | -------------------- | ------------------------------------ |
| 1976                                       | Gabriel Dermit     |                      |                                      |
| 1982                                       | Gabriel Dermit     |                      |                                      |
| 1988                                       | Gabriel Dermit     |                      |                                      |
| 1994                                       | Marcel Monlong     | DVD                  | alcalde de Saint-Étienne-de-Baïgorry |
| 2000                                       | Gabriel Dermit     | -                    |                                      |
| 2001                                       | Jean-Michel Galant | Abertzaleen Batasuna | alcalde de Ascarat                   |
| No se conocen los datos anteriores a 1976. |                    |                      |                                      |

## Supresión del cantón de Saint-Étienne-de-Baïgorry
En aplicación del Decreto n.º 2014-248 de 25 de febrero de 2014 el cantón de Saint-Étienne-de-Baïgorry fue suprimido el 22 de marzo de 2015 y sus once comunas pasaron a formar parte del nuevo cantón de Montaña Vasca.